# Navalsauz
Navalsauz es una pedanía (también llamado anejo) del municipio San Martín del Pimpollar, al sur de la provincia de Ávila, en Castilla y León, España.
Está comunicada con la N-502 a través de una carretera local que baja hasta el río Alberche, situado a 2 km del pueblo. Saliendo del pueblo por dicha carretera pero en sentido contrario se corona a los 4 km el puerto de las Erillas, un puerto duro, con rampas de hasta el 18 %, y tras pasar por Hoyos de Miguel Muñoz se llega a San Martín del Pimpollar.